# Jastrzębie (Rudnik)
Jastrzębie (deutsch Habicht) ist ein Ort in der Landgemeinde Rudnik im Powiat Raciborski der Woiwodschaft Schlesien in Polen.

## Geografie

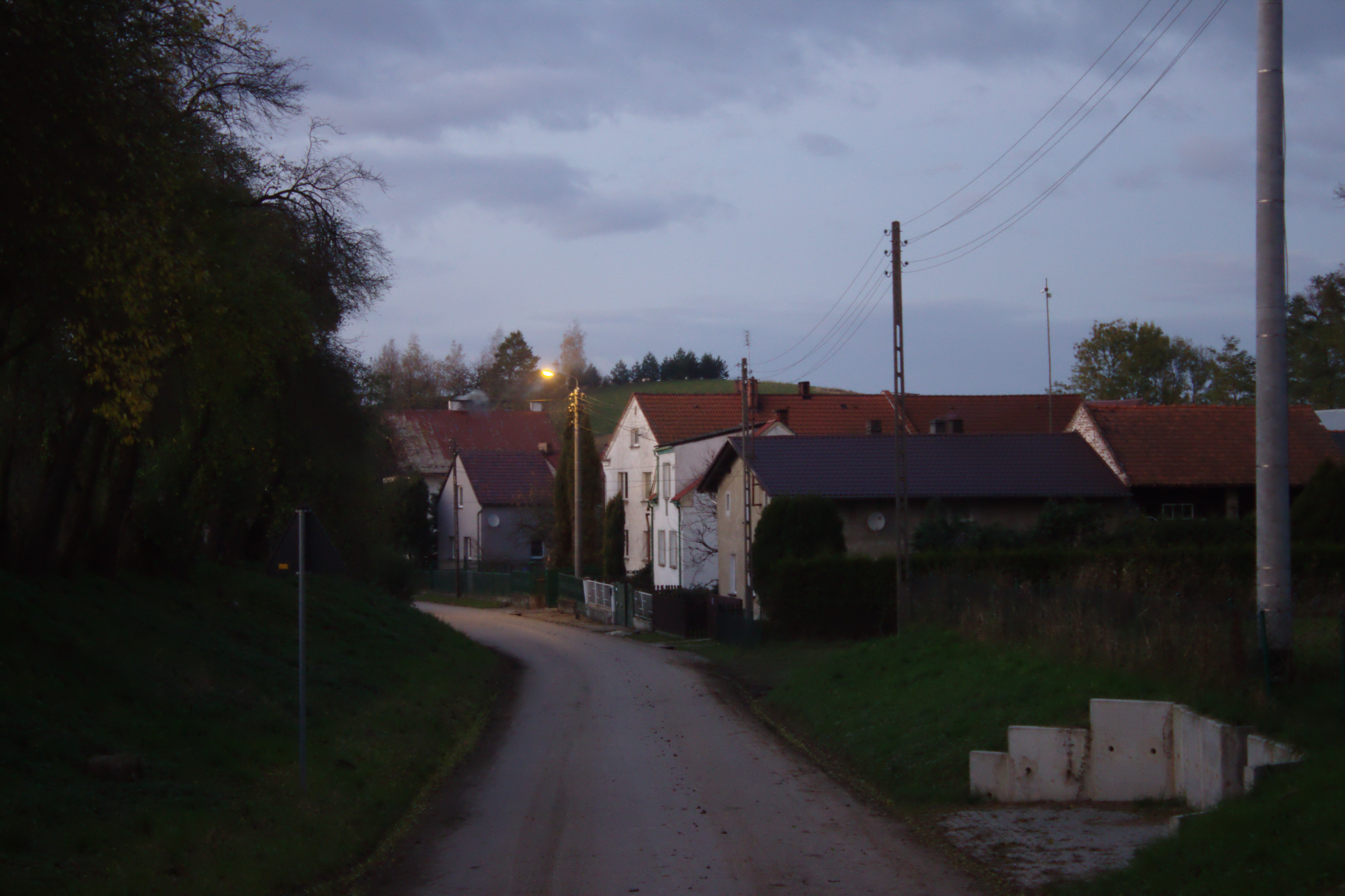
Ortsbild

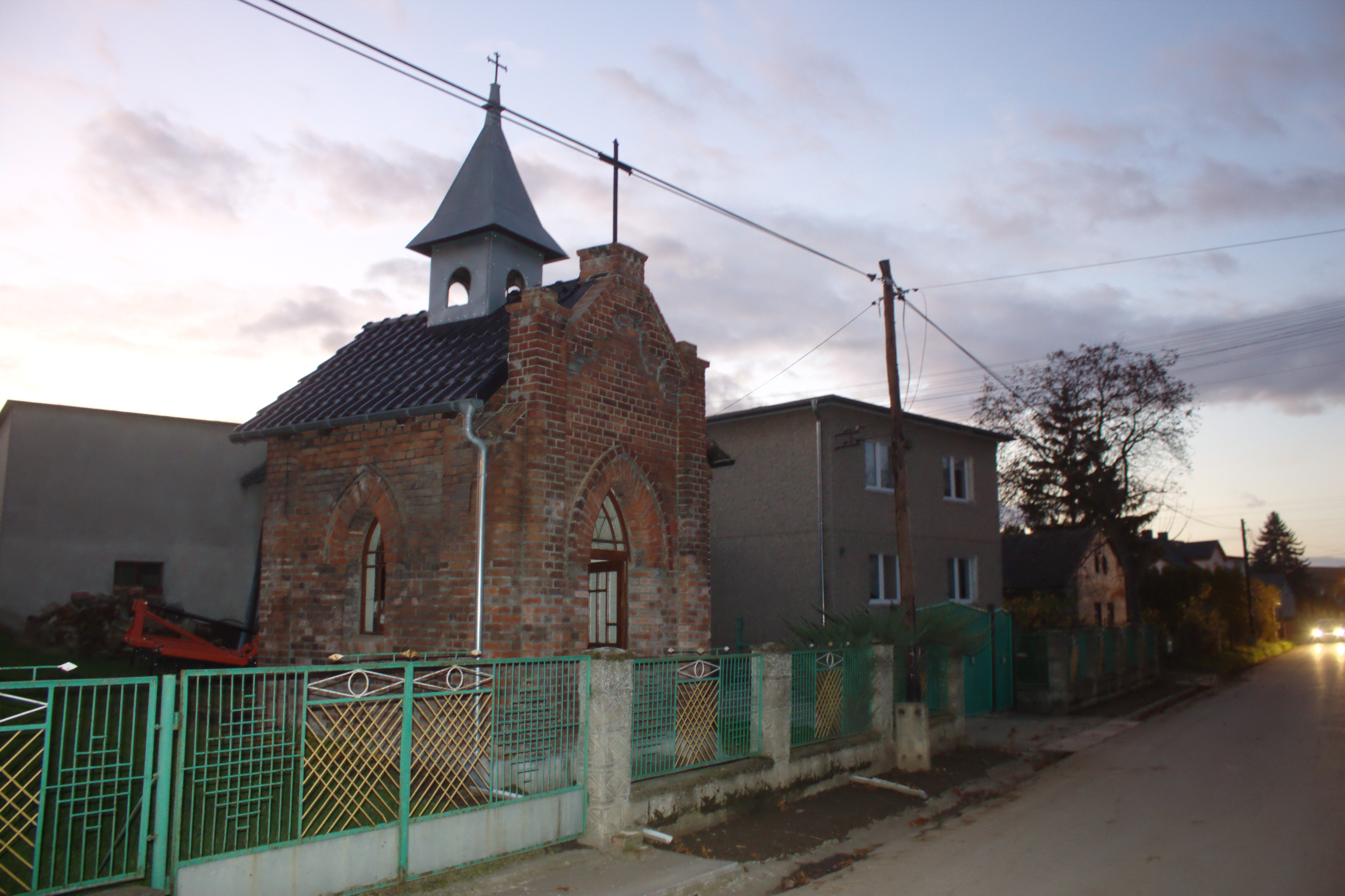
Wegekapelle

Jastrzębie liegt acht Kilometer nordwestlich von Rudnik, 14 Kilometer nordwestlich von Racibórz (Ratibor) und 65 Kilometer westlich von Katowice (Katowitz).

## Geschichte
In den Beyträge(n) zur Beschreibung von Schlesien wurde Habicht 1783 erstmals erwähnt, gehörte einem Herrn von Köhler und lag in der Herrschaft Cosel des Fürstentums Oppeln. Damals hatte Habicht 122 Einwohner, keine Bauern, 26 Gärtner und einige Häusler. 1865 bestand Habicht aus einem Rittergut und einem Dorf. Zum Rittergut gehörte eine Spiritusbrennerei. Der Ort hatte damals 34 Gärtnerstellen und fünf Häuslerstellen sowie einen Kretscham. Die Kirche und Schule befanden sich in Grzendzin.
Bei der Volksabstimmung in Oberschlesien am 20. März 1921 stimmten vor Ort 167 Wahlberechtigte für einen Verbleib Oberschlesiens bei Deutschland und 22 für eine Zugehörigkeit zu Polen. Habicht verblieb nach der Teilung Oberschlesiens beim Deutschen Reich. Am 1. Januar 1927 wurden Habicht und das Gut Habicht vom Landkreis Cosel in den Landkreis Ratibor eingegliedert. Bis 1945 befand sich der Ort im Landkreis Ratibor.
1945 kam der bis dahin deutsche Ort unter polnische Verwaltung und wurde anschließend der Woiwodschaft Schlesien angeschlossen und ins polnische Jastrzębie umbenannt. 1950 kam der Ort zur Woiwodschaft Oppeln. 1975 kam der Ort zur Woiwodschaft Kattowitz. 1999 kam der Ort zum wiedergegründeten Powiat Raciborski und zur Woiwodschaft Schlesien.

## Sehenswürdigkeiten
- Schloss- und Parkanlage: bestehend aus dem Schloss (zweite Hälfte des 19. Jahrhunderts) mit Elementen der englischen Neugotik, sowie einem Nebengebäude  aus dem Ende des 19. Jahrhunderts und einem Landschaftspark.
- Ehemaliges Schulgebäude, heute Wohnhaus, in der ul. Raciborska 35

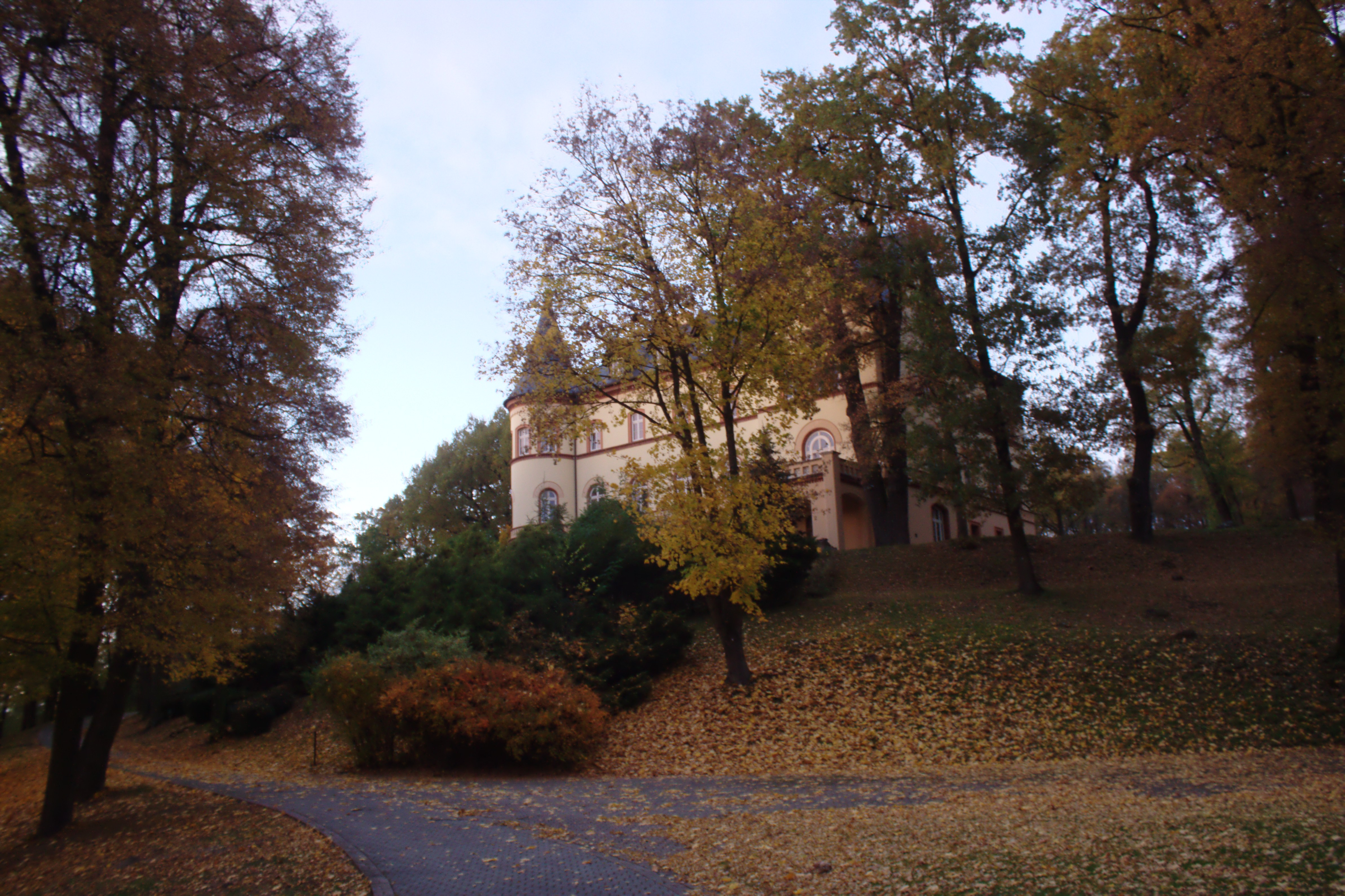
Schloss
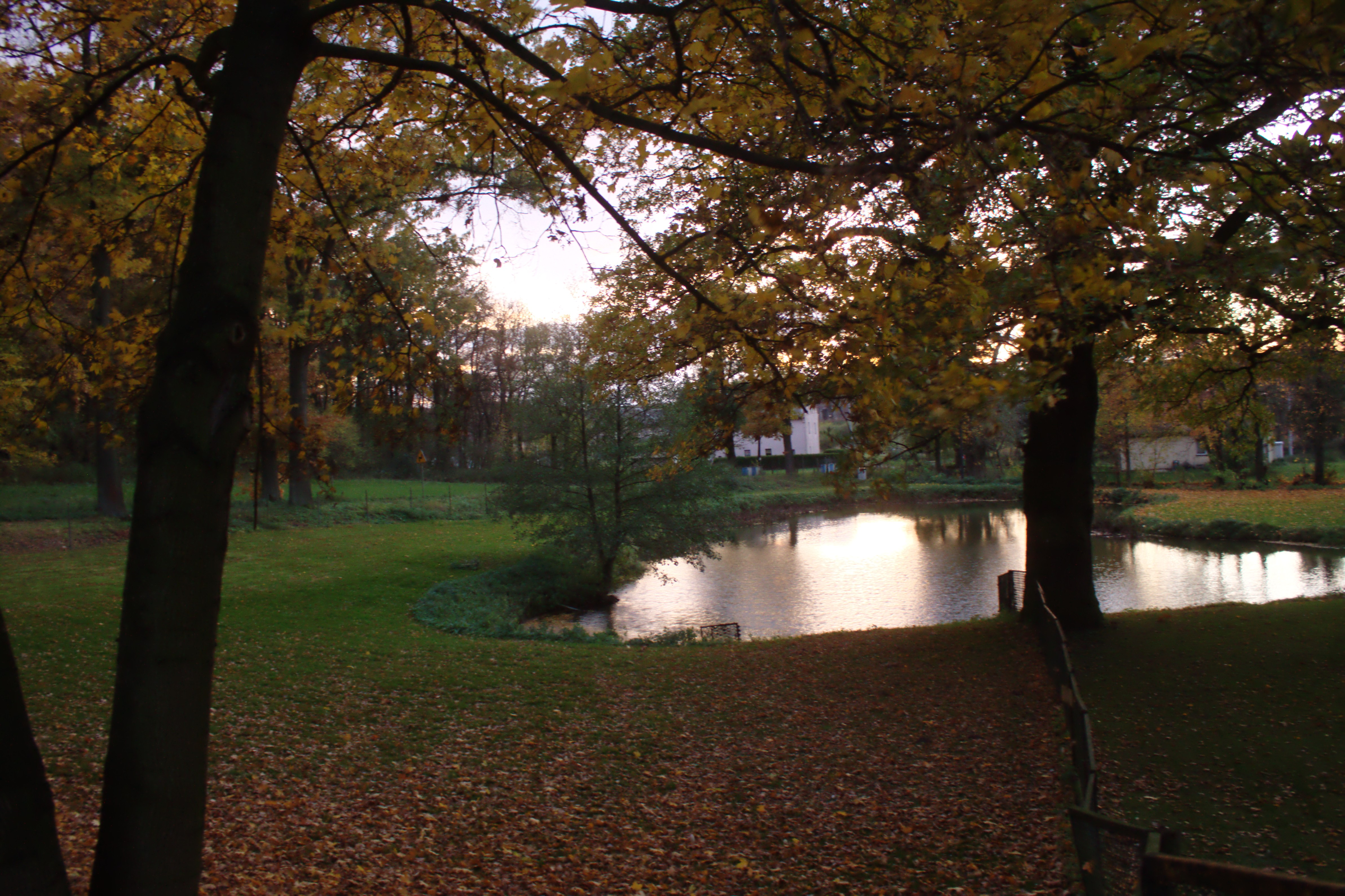
Teich im Park
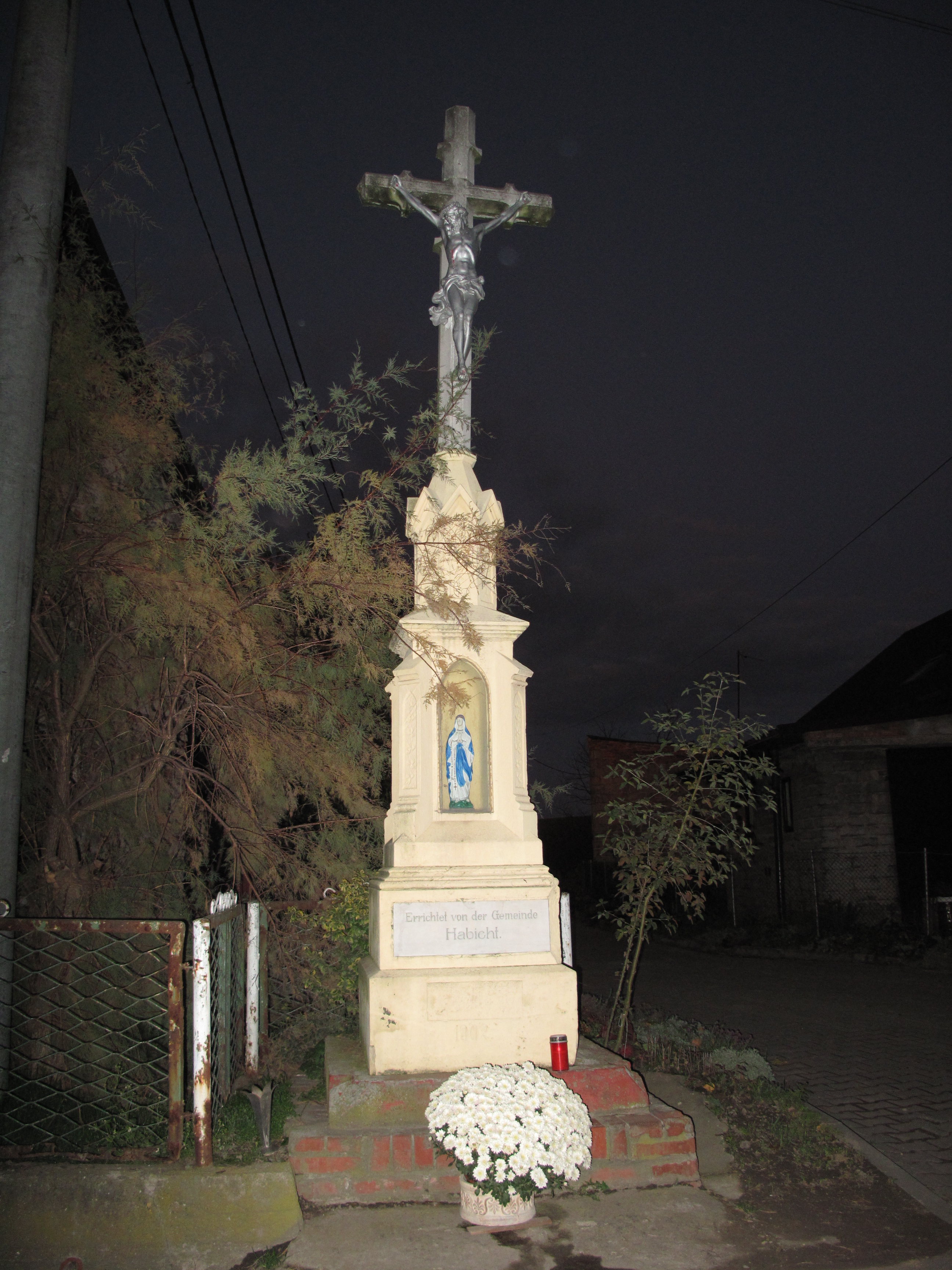
Wegekreuz